# 332-й отдельный гвардейский вертолётный полк
332-й отдельный гвардейский вертолётный Краснознамённый полк (сокр. 332 овп, в/ч 12633) — тактическое формирование Армейской авиации Российской Федерации.
Формирование находится в составе 6-й армии ВВС и ПВО с пунктом постоянной дислокации на аэродромах Пушкин и Прибылово.

## История
332-й отдельный гвардейский вертолётный полк создан в мае 1961 года путём переформирования 103-го гвардейского истребительного авиационного полка базировавшегося на аэродроме Прибылово в Ленинградской области. 332-й отдельный гвардейский вертолётный полк унаследовал гвардейское звание 103-го гв. иап.
В 1940 году был сформирован 158-й истребительный авиационный полк, который вошёл в состав смешанной авиационной дивизии Ленинградского военного округа. В 1943 году приказом НКО за отвагу и мужество, проявленные в боях за Отечество, истребительный авиационный полк преобразован в 103-й гвардейский истребительный авиационный полк. В годы Великой Отечественной войны за проявленные мужество и героизм в борьбе с немецко-фашистскими захватчиками 12 лётчиков полка были удостоены звания Героя Советского Союза.
В 1961 году полк переформирован в 371-ю отдельную гвардейскую вертолётную транспортную эскадрилью, а позже эскадрилья развернута в 332-й отдельный гвардейский вертолетный полк. Личный состав полка участвовал в стратегических учениях, вертолётчики воевали в Афганистане и Чечне, выполняли интернациональный долг в африканских и азиатских странах, участвовали в ликвидации аварии на Чернобыльской АЭС.

## Награды
- Почётное наименование «гвардейский» (26 сентября 2023 года) — «за массовый героизм и отвагу, стойкость и мужество, проявленные личным составом полка в боевых действиях по защите Отечества и государственных интересов в условиях вооружённых конфликтов»[4]
- Орден Красного знамени